# Bruja Cachavacha
La Bruja Cachavacha es un personaje de dibujo animado de Argentina, dirigido al público infantil, creado por Manuel García Ferré y perteneciente a la serie Hijitus. Su voz original perteneció al actor Néstor D´Alessandro.
Se trata de un bruja que se dedica a hacer el mal con su magia contra los habitantes de Trulalá, enfrentada con Hijitus. 
Cachavacha tomará vida propia y aparecerá en otros ámbitos ficticios de García Ferré, como Anteojito y Antifaz.

## Características
Cachavacha vive en el campo, en una covacha. Está permanentemente acompañada por su fiel búho parlante Pajarraco, quien ante la aparición de Hijitus y su banda exclama "¡Cachavacha, se acercan intrusos!" y es, además, ayudante principal en sus maldades, acompañándola en su escoba voladora. 
La Bruja Cachavacha alquila habitaciones en su pensión y entre la comida que sirve se incluye su famoso "dulce de tracatacha", que causa dolor de estómago a los pasajeros de la pensión.
En un episodio de la serie se la ve habitando en un castillo en las afueras de la ciudad, denominado simplemente "El Castillo de Cachavacha". Entre sur artilugios posee la mencionada escoba; "la escoba que barre y borra", capaz de hacer desaparecer lo que barre. Esta escoba fue destruida en siete partes por Hijitus (por lo que logró reaparecer lo que había borrado), pero fue reconstruida por Larguirucho y Oaky, con el fin de demoler el castillo, borrándolo piedra por piedra.
El objetivo de Cachavacha es hacer maldades contra los habitantes de Trulalá, por la maldad en sí misma. De ese modo queda enfrentada al Hada Patricia y a Hijitus y su alter ego Super Hijitus. La Bruja Cachavacha es, junto al Profesor Neurus, la villana de la serie, pero se diferencia de este último en el hecho de que, mientras Neurus desea controlar Trulalá, Cachavacha sólo pretende dañar a sus habitantes, sin mayores pretensiones.
Por ciertos detalles físicos que recuerdan a este personaje, el futbolista uruguayo Diego Forlán es humorísticamente llamado "Cachavacha".